# Neacomys dubosti
Neacomys dubosti — вид мишоподібних гризунів родини Хом'якові (Cricetidae).

## Поширення, екологія
Цей вид зустрічається в південно-східному Суринамі, Французькій Гвіані й Амапі, Бразилія. Цей вид поширений в низинних районах, в первинних та вторинних лісах.

## Загрози та охорона
Немає великих загроз у цей час. Цей гризун живе в кількох захищених областях.